# 维克托·韦克谢利伯格
维克托·费利克索维奇·韦克谢利伯格（羅馬化：Viktor Feliksovich Vekselberg；1957年4月14日—），後蘇聯時代寡頭、商人及億萬富豪，出生於烏克蘭西部，持有俄羅斯-賽普勒斯雙重國籍。他是俄羅斯列諾瓦集團的業主和總裁。據富比士報導，截至2021年11月，他的財富約為93億美元，是全球排名第262位的富豪。
韦克谢利伯格與克里姆林宮關係密切，負責監督俄羅斯經濟現代化的項目。2018年4月，美國就俄羅斯吞併克里米亞對包括他在內的24名俄羅斯國民實施制裁，正式凍結了他高達20億美元的資產。2022年3月俄羅斯入侵烏克蘭後，美國加強制裁，英國、歐盟和澳大利亞也對韦克谢利伯格實施制裁，扣押其資產並實施旅行禁令。